# Mamoun-See
Der Mamoun-See (franz. Lac mamoune) ist ein nicht permanenter See in der Präfektur Vakaga im Norden der Zentralafrikanischen Republik.

## Beschreibung
Er liegt etwa 20 km südöstlich der Grenze zum Tschad. Der See ist 14 km lang und 4 km breit.
Er wird durch den Bahr Kameur, einen Nebenfluss des Bahr Aouk, der in den Schari mündet, gespeist und hat keinen Abfluss.